# Phanetta
Phanetta subterranea, és una espècie d'aranya araneomorfa de la subfamília Erigoninae, dins de la família Linyphiidae. És l'únic membre del gènere monotípic Phanetta.
Es pot trobar a grutes dels Estats Units, a Illinois, Indiana, Pennsilvània, Maryland, Virgínia, Kentucky, Tennessee, Alabama i Geòrgia.
Fou descrit per primera vegada per Eugen von Keyserling l'any 1886,